# Michael Shuman
Pour les articles homonymes, voir Shuman.
Michael Shuman (ou Mikey Shoes), né le 20 août 1985 est un musicien américain. Il est surtout connu pour être le bassiste actuel du groupe Queens of the Stone Age. Il a aussi joué avec les groupes Mini Mansions, Jubilee et Wires on Fire.

## Biographie
Michael Shuman est cofondateur du groupe Wires on Fire, lancé en 2004. Il est le bassiste des Queens of the Stone Age depuis 2007, où il remplace Alain Johannes.
En 2007, il rejoint Queens of the Stone Age et fonde le groupe Jubilee avec Aaron North de Nine Inch Nails, où il jouera jusqu'à fin 2008. Il participe en 2009 au projet de Dean Fertita, Hello=Fire. Il participe à la création de Mini Mansions en 2009, groupe dont il fait toujours partie.

## Discographie
Albums
- 2004 - Wires on Fire - Homewrecker
- 2006 - Wires on Fire - Wires on Fire
- 2007 - Queens of the Stone Age - Era Vulgaris
- 2009 - Hello=Fire - Hello=Fire
- 2009 - Mini Mansions - Mini Mansions EP
- 2010 - Mini Mansions - Mini Mansions album
- 2013 - Queens of the Stone Age - ...Like Clockwork
- 2015 - Mini Mansions - The Great Pretenders
- 2017 - Queens of the Stone Age - Villains
- 2023 - Queens of the Stone Age - "In Times New Roman..."

Singles
- 2005 - Wires on Fire - "Mean Reds/Wires on Fire" (split single)
- 2007 - Queens of the Stone Age - "Sick, Sick, Sick" **
- 2007 - Queens of the Stone Age - "3's & 7's" **
- 2007 - Queens of the Stone Age - "Make It Wit Chu" **
- 2008 - Jubilee - "Rebel Hiss"
- 2008 - Jubilee - "In With the Out Crowd"
- 2009 - Hello=Fire - "Nature of Our Minds"
- 2009 - Mini Mansions - "Heart of Glass"
- 2010 - Mini Mansions - "Kiddie Hypnogogia"
- 2010 - Mini Mansions - "Wünderbars"